# This Is How the Wind Shifts
This Is How the Wind Shifts es el séptimo álbum de estudio de la banda canadiense de post-hardcore Silverstein. Fue lanzado el 5 de febrero de 2013 a través de Hopeless Records y fue producido por Jordan Valeriote. Es el primer álbum de la banda tras la marcha del guitarrista Neil Boshart, tras 12 años con la misma formación. En su lugar toca Paul Marc Rousseau, ya músico de sesión de la banda. Este es el segundo álbum conceptual del grupo, después de A Shipwreck in the Sand (2009). También es su último lanzamiento bajo el sello Hopeless.

## Lista de canciones
Todas las canciones escritas, interpretadas y arregladas por Silverstein.
Lado A
1. "Stand Amid the Roar" – 3:04
2. "On Brave Mountains We Conquer" – 2:36
3. "Massachusetts" – 2:57
4. "This Is How" – 1:23
5. "A Better Place" – 3:08
6. "Hide Your Secrets" – 3:57
7. "Arrivals" – 1:16

Lado B
1. "In a Place of Solace" – 3:11
2. "In Silent Seas We Drown" – 3:30
3. "California" – 3:46
4. "The Wind Shifts" – 1:20
5. "To Live and to Lose" – 3:58
6. "With Second Chances" – 3:43
7. "Departures" – 2:27

Bonus tracks
| N.º | Título                        | Duración |  |
| 15. | «I Will Illuminate»           | 3:45     |  |
| 16. | «Kill the Lights»             | 3:51     |  |
| 17. | «Massachusetts» (acústico)    | 3:35     |  |
| 18. | «One Last Dance» (acústico)   | 1:36     |  |
| 19. | «Departures» (acústico)       | 2:21     |  |
| 20. | «Arrivals» (voz de nota)      | 1:11     |  |
| 21. | «This Is How the Wind Shifts» | 1:21     |  |

## Posicionamiento en lista
| Lista (2013)                            | Posición |
| --------------------------------------- | -------- |
| Estados Unidos (Billboard 200)          | 59       |
| Estados Unidos (Independent Albums)     | 12       |
| Estados Unidos (Top Alternative Albums) | 14       |
| Estados Unidos (Top Hard Rock Albums)   | 3        |
| Estados Unidos (Top Rock Albums)        | 18       |